# أسيتات يورانيل الزنك
أسيتات يورانيل الزنك هو مركب كيميائي له الصيغة ZnUO2(CH3COO)4، وهو ملح لفلزي اليورانيوم والزنك؛ ويكون على شكل صلب أصفر اللون.
يطلق على هذا المركب اسم "كاشف الصوديوم" لأن NaZn(UO2)3(C2H3O2)9 هو أحد الأملاح القليلة غير المنحلة للصوديوم.

## الاستخدامات

### الكشف عن الصوديوم
يستخدم أسيتات يورانيل الزنك ككاشف في المختبرات الكيميائية لتحديد تراكيز الصوديوم في المحاليل اعتماداً على طريقة التحليل الوزني بإجراء عملية ترسيب للصوديوم على شكل الملح المزدوج أسيتات يورانيل الزنك والصوديوم UO2)3ZnNa(CH3CO2)9·6H2O).
لا يتداخل وجود عنصري السيزيوم والروبيديوم مع هذا الاختبار؛ إلا أن وجود البوتاسيوم والليثيوم يؤدي إلى التداخل، مما يحتّم ضرورة إزالتهما قبل إجراء التحليل.
كانت لهذه الطريقة أهمية في تحديد الصوديوم Na في البول لأغراض تشخيصية.

### التحفيز
استخدم أسيتات يورانيل الزنك كحفّاز لتحويل ثنائي ميثيل الكربونات (DMC) إلى ثنائي إيزوسيانات التولوين (TDI).